# Sód

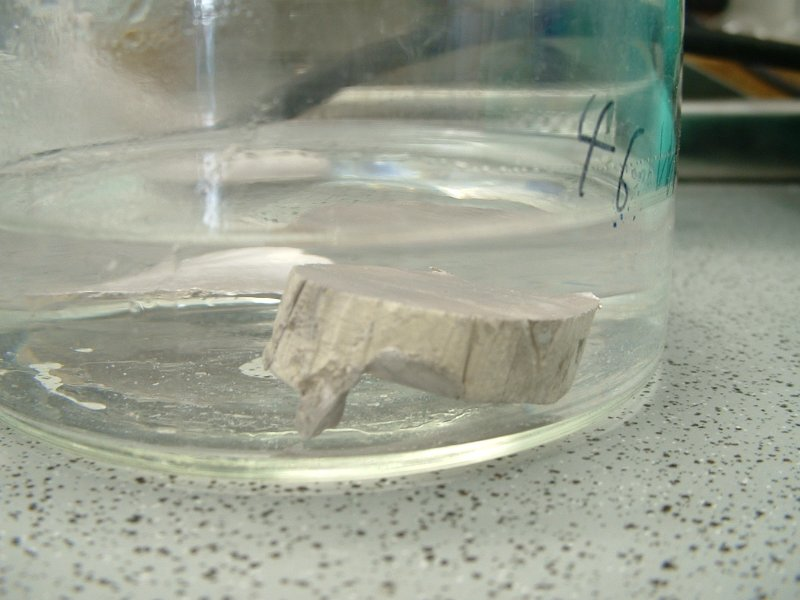
Kawałek sodu w nafcie

Sód (Na, łac. natrium) – pierwiastek chemiczny o liczbie atomowej 11, metal z I grupy układu okresowego, należący do grupy metali alkalicznych. Miękki, srebrzystobiały, silnie reaktywny. Pojedynczy elektron na powłoce walencyjnej szybko przekazuje, stając się kationem Na+
. Jedyny stabilny izotop sodu to 23
Na. W przyrodzie pierwiastek ten nie występuje w stanie wolnym; można go otrzymać z tworzonych przezeń związków. Sód jest szóstym najbardziej rozpowszechnionym pierwiastkiem w skorupie ziemskiej. Występuje w wielu minerałach, takich jak: skaleń, sodalit, czy sól kamienna (chlorek sodu, NaCl).
Po raz pierwszy sód wyizolował Humphry Davy w 1807 r. przez elektrolizę wodorotlenku sodu. Spośród wielu innych użytecznych związków sodu wodorotlenek sodu (ług) stosuje się w procesie wytwarzania mydła, a chlorek sodu (sól spożywcza) jest stosowany jako środek do odladzania oraz jako składnik odżywczy dla ludzi i zwierząt. Sód jest niezbędnym pierwiastkiem do prawidłowego funkcjonowania organizmów wszystkich zwierząt oraz niektórych roślin.

## Występowanie
Sód występuje w górnych warstwach skorupy ziemskiej w ilości 2,30%, głównie w postaci jonów Na+ w oceanach oraz minerałów – plagioklazów, skaleni i innych, m.in. saletry chilijskiej.

## Otrzymywanie
Metaliczny sód (podobnie jak wcześniej metaliczny potas) został po raz pierwszy otrzymany w roku 1807 przez Humphry’ego Davy’ego poprzez elektrolizę stopionego wodorotlenku sodu. Pierwszą metodę chemiczną – wysokotemperaturową redukcję NaOH za pomocą żelaza opisali w roku 1808 Joseph Gay-Lussac i Louis Jacques Thénard.
Do końca XIX wieku był produkowany przez prażenie węglanu sodu z węglem w temp. ok. 1100 °C:
Na
2CO
3
(c) + 2C → 3CO↑ + 2Na↑
Obecnie produkowany jest w procesie elektrolizy stopionego chlorku sodu w obecności chlorku wapnia (dodawanego jako topnik obniżający temperaturę topnienia mieszaniny poniżej 700 °C). Metaliczny sód można również otrzymać podczas elektrolizy wodnego roztworu chlorku sodu stosując jako katodę rtęć, z którą sód tworzy amalgamat.

## Właściwości

### Właściwości fizyczne
Czysty sód jest srebrzystym, miękkim, kowalnym metalem. Można kroić go nożem i wyciskać w prostych prasach uzyskując drut. W handlu jest dostępny w formie bloków, prętów, kawałków lub jako dyspersja w oleju.

### Właściwości chemiczne
Jest bardzo reaktywnym pierwiastkiem, z wodą reaguje gwałtownie z wydzieleniem wodoru:
2Na + 2H
2O → 2NaOH + H
2↑
Jest to reakcja silnie egzotermiczna i może przebiegać wybuchowo, zwłaszcza jeśli ilość sodu jest duża. Łatwo reaguje z niższymi alkoholami tworząc alkoholany:
2Na + 2R−OH → 2R−ONa + H
2↑
Jak większość litowców sód przechowuje się w nafcie. Włożony do czystego tlenu natychmiast zapala się, tworząc nadtlenek sodu (Na
2O
2) z niewielkimi domieszkami tlenku. Sód w kontakcie z powietrzem nie zapala się, ale dość szybko pasywuje w wyniku pokrywania się szarym nalotem tlenku sodu.
Ważne związki sodu to tlenek sodu, wodorotlenek sodu, będący bardzo silną zasadą oraz wiele soli. Mydło jest solą sodową kwasów tłuszczowych. Prawie wszystkie sole sodu są rozpuszczalne w wodzie. Do trudno rozpuszczalnych soli sodu należą heksahydroksyantymonian(V) sodu (Na[Sb(OH)
6]), octan uranylu, magnezu i sodu (NaMg(UO
3)
3(CH
3COO)
9), octan uranylu, cynku i sodu (NaZn(UO
2)
3(CH
3COO)
9) oraz octan uranylu, kobaltu i sodu.
Kationy Na+
 należą do V grupy analitycznej i barwią płomień na intensywny kolor żółty.
Znane są również nieliczne związki sodu na −1 stopniu utlenienia, np. sodek 2,2,2-kryptatu o wzorze [Na(2,2,2-kryptat)]+
Na−
 (trwały w temperaturze −10 °C).
Sód, podobnie jak potas, posiada zdolność do chemiluminescencji – w czasie jego utleniania tlenem atmosferycznym można zaobserwować świecenie.

#### Izotopy
Jedynym trwałym izotopem tego pierwiastka jest 23
Na. Izotop 22
Na ulega rozpadowi β+ (wychwyt K elektronu, któremu towarzyszy emisja pozytonu).
{\displaystyle {}_{11}^{22}{\hbox{Na}}\;\to \;_{10}^{22}{\hbox{Ne}}+{e^{+}}+{\nu }_{e}}
Efektem rozpadu jest 22
Na, który w ponad 99% przypadków jest w stanie wzbudzonym a jego przejściu do stanu podstawowego towarzyszy emisja kwantów gamma o energii 1,274 MeV. Czas połowicznego rozpadu 22
Na jest stosunkowo długi (zob. tabela), dzięki czemu izotop ten jest stabilnym źródłem emisji promieniowania β+ i znalazł zastosowanie w badaniach wykorzystujących techniki jądrowe, m.in. w pozytonowej tomografii komputerowej.

### Właściwości biologiczne
Jony sodu są głównym kationem zewnątrzkomórkowym i są konieczne do utrzymania potencjału czynnościowego błon komórkowych. Sód odgrywa pewną rolę w patogenezie nadciśnienia i niewydolności krążenia.
Sód bierze udział w przewodzeniu przez neurony impulsów nerwowych, wpływa na ciśnienie osmotyczne płynów ustrojowych, a także podwyższa stopień uwodnienia koloidów komórkowych
Niedobór u roślin i człowieka powoduje zanik różnicy potencjałów (napięcia elektrycznego) i utratę pobudliwości komórek.

## Zastosowanie
W czystej postaci jest stosowany jako bardzo skuteczny środek suszący rozpuszczalniki organiczne oraz jako substrat wielu reakcji chemicznych m.in. kondensacji Wurtza. Tlenki i wodorotlenek sodu są stosowane na okrętach podwodnych i w statkach kosmicznych, jako środki pochłaniające dwutlenek węgla z powietrza. Chlorek sodu pod nazwą sól kuchenna jest powszechnie używanym dodatkiem do potraw, wykorzystywany jest też do topienia śniegu na drogach; natomiast zmieszany z lodem tworzy mieszaninę oziębiającą.